# Осборн, Келли
Ке́лли Мише́ль Ли́ О́сборн (англ. Kelly Michelle Lee Osbourne; род. 26 октября 1984 года) — английская телеперсона, певица, актриса и модный дизайнер. Вторая дочь английского рок-музыканта Оззи Осборна и его супруги, Шэрон Осборн.
Келли прославилась в начале 2000-х, когда состоялась премьера реалити-шоу «Семейка Осборнов», посвящённого повседневной жизни четы Осборнов. Она также была ведущей шоу «Проект ‘Подиум’» (2007—2008) и «Модный контроль» (2010—2015), участвовала в 9 сезоне «Танцев со звёздами» (2009), была судьёй в шоу «Проект «Подиум»: Новички» (2015—2017) и «Австралия ищет таланты» (2016).
Как певица, Келли выпустила два студийных альбома: Shut Up (2002) и Sleeping in the Nothing (2005). В 2003 году она выпустила свою версию сингла «Changes» совместно с Оззи, который достиг первого места сингловом чарте Великобритании.

## Биография
Келли Осборн родилась 26 октября 1984 года в Лондоне, Англия, в семье английского рок-музыканта и бывшего вокалиста Black Sabbath Оззи Осборна (1948—2025) и его второй супруги, Шэрон. У неё есть старшая сестра Эйми (р. 1984) и младший брат Джек (р. 1985), а также сводные брат и сестра от предыдущего брака отца с Тельмой Райли: Луи (р. 1975) и Джессика (р. 1979). Осборны постоянно путешествовали из-за гастролей Оззи, поэтому им пришлось сменить более 20 домов в Великобритании и США. Дедушкой Келли по материнской линии был Дон Арден, музыкальный менеджер Black Sabbath.
В Англии Осборн обучалась в частных школах.

## Карьера

### 2002—2005: «Семейка Осборнов»,Shut UpиSleeping in the Nothing
В 2002 году на телеканале MTV состоялась премьера реалити-шоу «Семейка Осборнов», в котором была показана повседневная жизнь семьи Оззи, Шэрон, Келли и Джека (Эйми отказалась участвовать). Программа стала настолько успешной, что закрепила за собой статус «пионера реалити-шоу» и положила начало съёмке многочисленных подобных программ про других знаменитостей. Поведение Келли, которой на момент начала съёмок было 17 лет, было очень импульсивным, и она могла высказать грубости в сторону отца, о чём впоследствии сожалела. Осборн также признавалась, что постоянные съёмки были очень напряжёнными для всей семьи из-за постоянных камер, из-за чего пропадало ощущение приватности. Первый раз Келли посмотрела шоу лишь в 2023 году и сказала, что «всегда ужасно смотреть на себя по телевизору».
26 ноября 2002 года Келли выпускает дебютный альбом Shut Up. В своей рецензии The Guardian отметили, что «Осборн — не самая талантливая вокалистка, а в малых дозах — настоящий бунтарь, но захочется, чтобы она последовала собственному совету и заткнулась». BBC аналогично отметили, что у Келли «нет голоса, как у Кристины Агилеры, но то, чего не хватает в вокальном диапазоне, она восполняет с помощью сарказма». В мае 2003 года Келли ушла со своего звукозаписывающего лейбла, Epic Records, и СМИ сообщили, что это произошло по причине низких продаж её альбома. Тем не менее, Шэрон сразу же опровергла эту информацию, заявив, что Келли (как и Оззи) уходит с лейбла по причине смены его руководства. 11 сентября 2003 года Келли подписала контракт с Sanctuary Records Group, и в том же месяце вышло переиздание дебютного альбома, Changes. Самой успешной песней переиздания стала «Changes» (оригинал Black Sabbath), текст которой был переписан, чтобы рассказать о взаимоотношениях Келли с отцом, с которым она эту песню и исполнила.
В 2004 году Келли запустила собственную линию одежды, Stiletto Killers, вдохновленную панк-роком.
7 июня 2005 года был выпущен второй студийный альбом Sleeping in the Nothing, который отличался по своему звучанию от предыдущей работы Келли. Sleeping on the Nothing раскрывает тему употребления наркотиков и зависимости, возникшей у Осборн после приёма викодина.

### 2006—2009: Работа на телевидении и «Танцы со звёздами»
После выхода Sleeping in the Nothing появились слухи о том, что Келли решила завершить музыкальную карьеру, что лично опровергла. Тем не менее, следующий альбом, Miss Kelly Kelly: The Osbourne Boombox, был отменён ещё до своего релиза, и больше музыки Осборн не выпускала.
Весной 2006 года Келли участвовала в показе модного бренда Heatherette. В тот же период была одной из судей на национальном отборе участника для конкурса песни Евровидение-2006 от Великобритании. Осборн также стала лицом компании Monsoon Accessorize. В ноябре Осборн стала одной из ведущих шоу «Я знаменитость, забери меня отсюда!».
В январе 2007 года Келли стала одной из постоянных ведущих шоу «Проект ‘Подиум’» телеканала Sky One, заменив Элизабет Хёрли, и вела 2 и 3 сезоны программы. 31 июля было объявлено, что Осборн получила одну из ролей в мюзикле «Чикаго», который на протяжении 7 недель показывали на сцене Кембриджского театра. В октябре Келли начала вести одну из воскресных ночных передач BBC Radio 1, посвящённую проблемам подросткового возраста, но её сотрудничество с BBC продлилось меньше года. В августе 2008 года состоялась премьера короткометражного мюзикла «Город, где я хряк», где одну из ролей исполнила Осборн.
31 марта 2009 года состоялась премьера первого и единственного эпизода шоу варьете «Семейка Осборнов: Перезагрузка». В день выхода в эфир эпизод обрезали до 30 минут вместо положенного часа, и рейтинги телезрителей были настолько малы, что телеканал Fox сразу же принял решение о закрытии проекта, несмотря на ещё 5 полностью отснятых эпизодов, которые так и не были выпущены. 17 августа Осборн была объявлена одной из участниц 9 сезона шоу «Танцы со звёздами», где её партнёром стал профессиональный танцор Луи Ван Амстел, и они заняли 3 место. 1 сентября Келли выпустила свою первую автобиографию — «Свирепая».

### 2010—настоящее время: «Модный контроль» и «Австралия ищет таланты»
В феврале 2010 года Келли участвовала в благотворительном показе мод Наоми Кэмпбелл, все средства с которого ушли в фонд помощи матерям Гаити. В августе она приступила к съёмкам в комедии «Должен ли был Ромео?», её первой большой роли в Голливуде; премьера состоялась 28 апреля 2012 года. В декабре Осборн получила роль в комедии «Агент под прикрытием», где главную роль исполнила Майли Сайрус. Фильм вышел в прокат 6 декабря 2012 года. Кроме того, Келли стала одной из постоянных ведущих шоу «Модный контроль». В июне 2011 года Осборн также вела конкурс красоты «Мисс США-2011».
5 апреля 2012 года Келли вела церемонию NewNowNext Awards, и в ноябре стала судьёй одного из выпусков шоу «Королевские гонки Ру Пола». В том же году совместно с американской рэпершей Lil' Kim выпустила кавер на сингл «The Bitch Is Back» Элтона Джона. В феврале 2013 года, во время Недели моды в Нью-Йорке, выступила на модном показе The Heart Truth Red Dress Fashion Show.
В июле 2015 года Осборн стала постоянной ведущей программы «Проект «Подиум»: Новички». Также Келли заменила Дону Френч в качестве судьи в восьмом сезоне «Австралия ищет таланты», премьера которого состоялась в 2016 году. Летом 2018 года она участвовала в 3 сезоне реалити-шоу «Кругосветное путешествие Оззи и Джека». В ноябре 2019 года участвовала в программе «Певец в маске» в костюме божьей коровки.
В июле 2025 года Оззи Осборн скончался от последствий болезни Паркинсона, поэтому их совместный сингл «Changes» вошёл в топ-10 синглового чарта Великобритании. В августе Келли стала ведущей шоу «Мастера Lego: Дети». 18 августа должна была состояться премьера документального фильма «Оззи Осборн: Возвращение домой», который покажет последние 3 года жизни рок-музыканта, интервью его семьи (в том числе Келли), возвращение в Англию и подготовку к финальному концерту, однако, по просьбе семьи выпуск был отложен на неопределённый срок.

## Публичный имидж
На протяжении своей карьеры Келли неоднократно обсуждали за лишний вес. По словам Осборн, её внешний вид «становился объектом ненависти гораздо чаще, чем наркотическая зависимость». Келли рассказывала, что Epic Records, ответственные за выпуск её дебютного альбома, приказывали ей похудеть, и публика на момент её музыкальной карьеры считала, что без знаменитого отца она не стала бы известной. Обложка альбома Sleeping in the Nothing также критиковалась за использование фотошопа, чтобы Осборн казалась худее, чем в реальной жизни. 
Взросление Келли прошло под камерами из-за съёмок «Семейки Осборнов», где следили за каждым шагом, и, как потом она признавалась, её «заставляли играть сорванца». Тем не менее, в 2000-х Осборн постоянно удивляла публику своим внешним видом, часто меняя цвет волос и стрижку, а также выбирала одежду в соответствии с актуальными на тот момент трендами. Её также называют «иконой стиля начала нулевых» и «принцессой поп-панка» из-за образов, вдохновленных поп-панком.
Осборн также попадала в газетные заголовки из-за своего поведения. 13 января 2009 года её арестовали за нападение после того, как в августе 2008 года она дала пощёчину обозревателю британского таблоида Daily Mirror за якобы высмеивающую статью о Люке Уорреле, с которым на тот момент Келли состояла в отношениях. В январе 2025 года жёстко раскритиковала знаменитостей, которые, по её мнению, использовали пожары в Лос-Анджелесе для саморекламы.
В феврале 2015 года Осборн покинула пост ведущей шоу «Модный контроль» после расистских комментариев Джулианы Ранчич о причёске Зендеи на кинопремии «Оскар». Несмотря на то, что критике подверглась Ранчич, аудитория также раскритиковала и саму Келли, хотя она никак спорных заявлений не делала. В августе того же года Осборн стала предметом обсуждения после своего комментария об иммиграционной политике Дональда Трампа на ток-шоу «Взгляд»: «Если Вы выгоните всех латиноамериканцев, кто будет чистить ваши туалеты?». В 2024 году, когда эта фраза завирусилась в социальных сетях, Келли сказала, что это «был самый постыдный момент в жизни» и она считает его «самой худшей вещью, которую когда-либо делала».

## Личная жизнь

### Отношения
В 2002 году, во время съёмок 2 сезона «Семейки Осборнов», Келли состояла в отношениях с Бертом Маккрэкеном, вокалистом The Used. Их отношения категорически не одобряла Шэрон из-за наркотических зависимостей Маккрэкена, а в шоу ему и Келли посвятили эпизод «Красавица и Берт». Маккрэкен расстался с Осборн по телефону; по словам Келли, его самовлюблённость значительно возросла после их знакомства, и он не видел в ней ничего, кроме статуса знаменитости. Сам же Берт говорил, что не был готов к настолько публичным отношениям.
В 2006 году Келли начала встречаться с клавишником Fields, Мэтти Дерхэмом, и в сентябре того же года они даже провели свадебную церемонию во время фестиваля Electric Picnic. Сама Келли отрицала официальный брак с Дерхэмом, заявив, что участвовала в шуточной свадьбе; в январе 2007 года пара рассталась после 5 месяцев отношений.
В 2008 году у Келли начался роман с английской моделью Люком Уоррелом; в марте 2009 года они объявили о помолвке, но расстались в июле 2010 года. Разрыв помолвки дался Осборн очень тяжело, и в последующих интервью она говорила, что всё ещё любит бывшего жениха. В 2011 году жила вместе с фронтменом английской рок-группы Don Broco, Робом Дамиани.
В июле 2013 года Келли объявила о помолвке с шеф-поваром Мэттью Моссхартом, с которым познакомилась двумя годами ранее на свадьбе Кейт Мосс и Джейми Хинса. Пара разорвала помолвку в январе 2014 года; по словам Осборн, это было обоюдное решение: «Мы поняли, что для нас это неподходящее время и мы недостаточно взрослые для такого решения. Потом всё завершилось бы плачевно».
В январе 2022 года Осборн начала встречаться с участником американской метал-группы Slipknot, Сидом Уилсоном, и в ноябре того же года у них родился сын, Сидни Осборн. 5 июля 2025 года, за кулисами последнего концерта Оззи, Сид сделал Келли предложение.

### Здоровье
В 13 лет Осборн сделали тонзиллэктомию, после чего выписали викодин, из-за употребления которого у неё начались первые зависимости от лекарственных препаратов. В апреле 2004 года Келли впервые обратилась в реабилитационный центр из-за зависимости к обезболивающим. Спустя более года у неё случился рецидив, в июне 2005 года она вернулась в рехаб для лечения наркомании. В январе 2009 года вновь прошла курс по лечению наркомании и месяц спустя покинула рехаб, однако поняла, что вернулась зависимость от обезболивающих.
В 2013 году, во время съёмок «Модного контроля» у Келли случился припадок, после которого она была госпитализирована. Тогда же появились первые сообщения о возможной эпилепсии, но они не были подтверждены, и 5 дней спустя Осборн выписали. В 2014 году Келли диагностировали болезнь Лайма, вызванную укусом клеща более 10 лет назад, и лишь в 2017 году она впервые публично рассказала о лечении эпилепсии и болезни Лайма.
В 2018 году Келли призналась, что несмотря на лечение в разных реабилитационных центрах, она каждый день «борется, чтобы сохранить трезвость». В 2021 году она снова попала в рехаб после почти 4 лет трезвости. Всего Осборн попадала в рехаб 7 раз, и с 2021 года, после финального лечения, остаётся трезвой. В 2024 году сказала, что её тело «забальзамировано» от огромного количества алкоголя и наркотиков, что она принимала в прошлом.
В 2020 году Осборн сделала рукавную гастропластику, чтобы похудеть на 85 фунтов (более 38 кг). Ранее критиковала «Оземпик», который многие знаменитости использовали для снижения веса, однако позже изменила мнение, отметив, что «это не такой уж плохое лекарство, если оно может помочь сбросить вес». После рождения ребёнка Келли похудела ещё сильнее, и её заподозрили в применении «Оземпика», но сама она утверждает, что придерживается диеты и физических упражнений, что было рекомендовано врачами.

### Сексуальная ориентация и отношение к ЛГБТ-сообществу
В 2017 году Осборн сказала о своей сексуальной ориентации следующее: «Я открыта для любви ко всем. Это не про человека, и, в целом, не про сексуальность». Она также рассказала, что «самое большое разочарование в отношениях Голливуда с ЛГБТ-сообществом – это когда люди утверждают, что у них нетрадиционная ориентация, но это не так».

## Дискография

### Студийные альбомы
- Shut Up (2002)
- Sleeping in the Nothing (2005)

## Фильмография
| Год       |     | Русское название                  | Оригинальное название              | Роль              |
| --------- | --- | --------------------------------- | ---------------------------------- | ----------------- |
| 2001      | док | Мы продали наши души рок-н-роллу  | We Sold Our Souls for Rock 'n Roll | В роли самой себя |
| 2002      | ф   | Остин Пауэрс: Голдмембер          | Austin Powers in Goldmember        | В роли самой себя |
| 2002—2005 | с   | Семейка Осборнов                  | The Osbournes                      | В роли самой себя |
| 2006      | ф   | Страшно живи! Страшно умри!       | Live Freaky! Die Freaky!           | Шэрон             |
| 2007      | док | Панки не мертвы                   | Punk's Not Dead                    | В роли самой себя |
| 2008      | ф   | Город, где я хряк                 | The Town That Boars Me             | Жительница города |
| 2011      | ф   | Маппеты                           | The Muppets                        | В роли самой себя |
| 2012      | док |                                   | The Tents                          | В роли самой себя |
| 2012      | ф   | Должен ли был Ромео?              | Should've Been Romeo               | В роли самой себя |
| 2012      | ф   | Агент под прикрытием              | So Undercover                      | Бекки Слотски     |
| 2014      | ф   | Акулий торнадо 2: Второй по счёту | Sharknado 2: The Second One        | Стюардесса        |
| 2025      | док | Оззи Осборн: Возвращение домой    | Ozzy Osbourne: Coming Home         | В роли самой себя |

## Награды и номинации
| Год  | Название церемонии                           | Награда                                | Результат | Примечание |
| ---- | -------------------------------------------- | -------------------------------------- | --------- | ---------- |
| 2002 | VH1 Big in 2002 Awards                       | И ты свою маму этим ртом целуешь?      | Номинация | [ 113 ]    |
| 2002 | Smash Hits Poll Winners Party                | Лучший рок-артист                      | Номинация | [ 114 ]    |
| 2002 | Teen Choice Awards                           | Лучшая актриса нового сериала          | Победа    | [ 115 ]    |
| 2003 | Teen Choice Awards                           | Звезда реалити-шоу (женская категория) | Победа    | [ 116 ]    |
| 2003 | Teen Choice Awards                           | Икона стиля (женская категория)        | Победа    | [ 116 ]    |
| 2003 | MTV Video Music Brazil                       | Лучшее международное видео             | Победа    |            |
| 2003 | NME Awards                                   | Худший стиль в одежде                  | Номинация | [ 117 ]    |
| 2003 | NME Awards                                   | Худшая причёска                        | Номинация | [ 117 ]    |
| 2003 | Smash Hits Poll Winners Party                | Флоп-артист (поп-музыка)               | Победа    | [ 118 ]    |
| 2005 | Smash Hits Poll Winners Party                | Худший стиль в одежде                  | Номинация | [ 119 ]    |
| 2005 | Billboard Music Awards                       | Лучший артист чарта Hot Dance Singles  | Номинация | [ 120 ]    |
| 2005 | Billboard Music Awards                       | Лучший сингл чарта Hot Dance Singles   | Номинация | [ 120 ]    |
| 2005 | Billboard Music Awards                       | Лучший сингл чарта Hot Dance Airplay   | Номинация | [ 120 ]    |
| 2007 | Whatsonstage.com Theatregoers' Choice Awards | Лучшее перевоплощение в роль           | Номинация | [ 121 ]    |
| 2008 | Radio Academy Awards                         | Восходящая звезда                      | Номинация | [ 122 ]    |
| 2008 | LK Today High Street Fashion Awards          | Самая модная знаменитость              | Победа    | [ 123 ]    |
| 2008 | Glamour                                      | Лучшая театральная актриса             | Победа    | [ 124 ]    |
| 2013 | Young Hollywood Awards                       | Икона стиля                            | Победа    | [ 125 ]    |